# 後楽
後楽（こうらく）は、東京都文京区の町名。現行行政地名は後楽一丁目および後楽二丁目。住居表示実施済区域。

## 地理
東京都文京区南部に位置する。北で春日、東で本郷、南で千代田区神田三崎町・千代田区飯田橋、西で新宿区下宮比町・新宿区新小川町、西北で水道と接する。町域の大半を小石川後楽園と東京ドームシティが占めている。飯田橋駅、後楽園駅、春日駅、水道橋駅から至近で、外堀通り等の幹線道路が東西南北に走るという交通アクセスの良さから、トヨタ自動車等の有力企業が本社（東京本社も含む）を置いている。
中央部に小石川後楽園、東部に東京ドームシティが所在する。西と南の境界を神田川が流れ、神田川に沿って南北に目白通りと首都高速5号池袋線、東西に外堀通りが走っており、東の境界を白山通りが走っている。東京メトロ南北線、都営地下鉄大江戸線、同・三田線が地下を通っており、東京メトロ丸ノ内線、同・有楽町線、同・東西線、JR中央・総武線が近接している。
また、付近には中央大学大学院理工学研究科・理工学部の後楽園キャンパス（所在地は文京区春日）がある。
東京沿線をよく利用する層には警視庁遺失物センターで沿線の落とし物を預かることで馴染み深い。

## 歴史
1964年（昭和39年）、住居表示の実施により、小石川町一丁目、春日町一丁目、市兵衛河岸、諏訪町、新諏訪町を合わせて「後楽一丁目」、「後楽二丁目」とされる。

### 地名の由来
水戸徳川家の庭園、小石川後楽園に由来する。

## 世帯数と人口
2025年（令和7年）3月1日現在（文京区発表）の世帯数と人口は以下の通りである。
| 丁目       | 世帯数    | 人口    |
| ---------- | --------- | ------- |
| 後楽一丁目 | 384世帯   | 686人   |
| 後楽二丁目 | 821世帯   | 1,401人 |
| 計         | 1,205世帯 | 2,087人 |

### 人口の変遷
国勢調査による人口の推移。
| 年                 | 人口  |
| ------------------ | ----- |
| 1995年（平成7年）  | 1,733 |
| 2000年（平成12年） | 1,675 |
| 2005年（平成17年） | 1,961 |
| 2010年（平成22年） | 2,196 |
| 2015年（平成27年） | 2,359 |
| 2020年（令和2年）  | 2,279 |

### 世帯数の変遷
国勢調査による世帯数の推移。
| 年                 | 世帯数 |
| ------------------ | ------ |
| 1995年（平成7年）  | 657    |
| 2000年（平成12年） | 695    |
| 2005年（平成17年） | 971    |
| 2010年（平成22年） | 1,090  |
| 2015年（平成27年） | 1,266  |
| 2020年（令和2年）  | 1,283  |

## 学区
区立小・中学校に通う場合、学区は以下の通りとなる（2020年9月現在）。
| 丁目       | 番地   | 小学校             | 中学校             |
| ---------- | ------ | ------------------ | ------------------ |
| 後楽一丁目 | 1～9番 | 文京区立礫川小学校 | 文京区立第三中学校 |
| 後楽一丁目 | 10番   | 文京区立金富小学校 | 文京区立第三中学校 |
| 後楽二丁目 | 全域   | 文京区立金富小学校 | 文京区立第三中学校 |

## 交通

### 鉄道
- 東京都交通局：都営地下鉄三田線 - 水道橋駅（JR水道橋駅は当地内にはない）
- 東京都交通局：都営地下鉄大江戸線 - 飯田橋駅（JR、東京地下鉄の飯田橋駅は当地内にはない）

### バス
都営バス
- 「都営飯田橋駅前」：飯62
- 「飯田橋」：飯64
- 「大曲」：上69
- 「後楽園（水道橋）」：都02乙

文京区コミュニティバス「Bーぐる」
- 「小石川後楽園入口」：千駄木方面
- 「後楽一丁目」：千駄木方面
- 「東京ドームホテル」：千駄木方面
- 「ミーツポート」：千駄木方面
- 「小石川税務署」：目白台方面
- 「後楽二丁目」：目白台方面

### 道路
- 首都高速5号池袋線・飯田橋出入口
- 白山通り（東京都道301号白山祝田田町線）
- 目白通り（東京都道8号千代田練馬田無線）
- 外堀通り（東京都道405号外濠環状線）
- 東京都道434号牛込小石川線

## 事業所
2021年（令和3年）現在の経済センサス調査による事業所数と従業員数は以下の通りである。
| 丁目       | 事業所数  | 従業員数 |
| ---------- | --------- | -------- |
| 後楽一丁目 | 298事業所 | 13,203人 |
| 後楽二丁目 | 280事業所 | 11,912人 |
| 計         | 578事業所 | 25,115人 |

### 事業者数の変遷
経済センサスによる事業所数の推移。
| 年                 | 事業者数 |
| ------------------ | -------- |
| 2016年（平成28年） | 424      |
| 2021年（令和3年）  | 578      |

### 従業員数の変遷
経済センサスによる従業員数の推移。
| 年                 | 従業員数 |
| ------------------ | -------- |
| 2016年（平成28年） | 26,157   |
| 2021年（令和3年）  | 25,115   |

## 施設・企業等

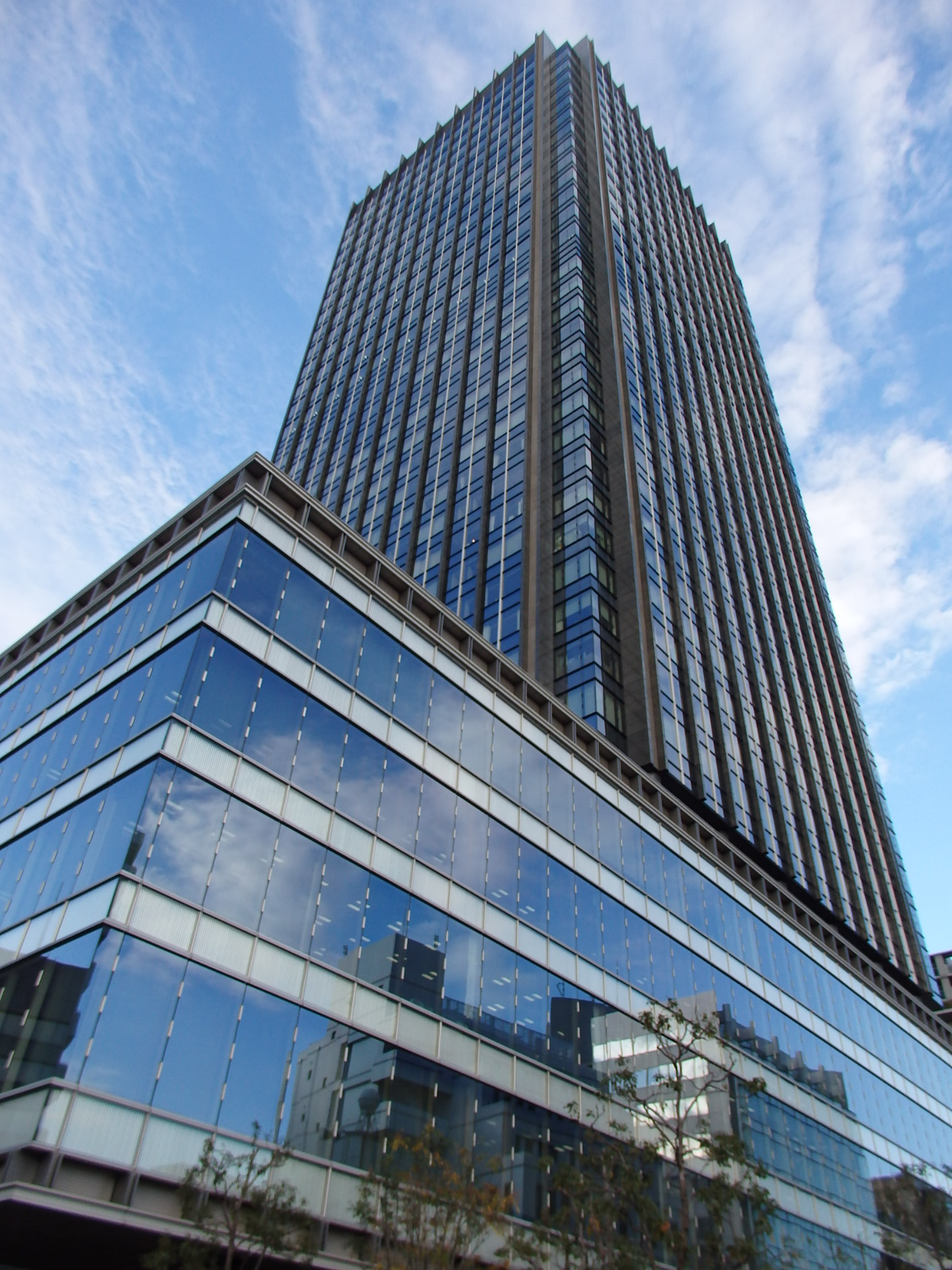
住友不動産飯田橋ファーストタワー

### 公共施設・学校・公園
- 飯田橋合同庁舎（東京労働局、ハローワーク飯田橋、中央労働基準監督署）
- 東京都立中央・城北職業能力開発センター
- 警視庁遺失物センター
- 富坂警察署後楽交番、東京ドーム警備派出所
- 東京都立文京盲学校
- 小石川後楽園
- 後楽公園
- 文京区小石川運動場

### 企業・団体
- 東京ドームシティ
  - 東京ドーム
    - 野球殿堂博物館

  - 東京ドームシティアトラクションズ
    - シアターGロッソ

  - 東京ドームホテル
  - 後楽園ホール
    - 東京ドーム本社

  - ミーツポート
  - IMM THEATER
  - ウインズ後楽園
  - offt後楽園
- トヨタ東京ビル
  - トヨタ自動車東京本社（登記上の本店は愛知県豊田市）
  - トヨタアルバルク東京本社
  - 日本サッカー協会
  - 日本フットボールリーグ
- 後楽鹿島ビル
  - 鹿島道路本社
  - （公財）日本バスケットボール協会
  - （公社）ジャパン・プロフェッショナル・バスケットボールリーグ
- 住友不動産飯田橋ファーストビル
  - 三井ダイレクト損害保険本社
- 住宅金融支援機構本店
- 五洋建設本社
- 芳文社本社
- 日の丸自動車グループ本社（日の丸交通、日の丸リムジン）
- ペルノ・リカール・ジャパン本社
- はせがわ東京本社（お仏壇のはせがわ）（登記上の本店は福岡市博多区）
- ミスミグループ本社
- 東京ケーブルネットワーク本社
- サカタインクス東京本社（登記上の本店は大阪市西区）
- 田辺三菱製薬東京支店
- 日中友好会館
- 良品計画

## その他

### 日本郵便
- 郵便番号 : 112-0004[3]（集配局 : 小石川郵便局[16]）。